# ミフネ
『ミフネ』（みふね、Mifunes sidste sang）は、1999年（平成11年）制作のデンマークの映画である。監督はソーレン・クラーク＝ヤコブセン。ドグマ95のルールに則って製作された映画で、第49回ベルリン国際映画祭でベルリン国際映画祭銀熊賞審査員グランプリ部門を受賞した。

## 概要
奇妙な共同生活のなかで自分を取り戻していく4人の男女の姿を描くドラマ。
ラース・フォン・トリアー、トーマス・ヴィンターベア、『Emma エマ』のソーレン・クラーク＝ヤコブセンらからなる、デンマークの監督集団《ドグマ95》の第3作で、監督・原案はヤコブセン。脚本はヤコブセンとアナス・トーマス・イエンセン。製作はビアギテ・ハルドとモーテン・カウフマン。撮影は『セレブレーション』のアンソニー・ドット・マントル。音楽はモーテン・ダインボルとハンス・メラー。編集はバルディス・オルカスドッティア。出演はデンマークの舞台出身のアナス・ベアデルセン、イーベン・ヤイレ、イエスバー・アスホルトほか。
ソーレン・クラーク＝ヤコブセン監督が、『Mifunes sidste sang』（デンマーク語で「ミフネ最後の歌」の意）というタイトルを思いついたのは、日本のスター、三船敏郎が97年に他界した時だった。黒澤明監督の『七人の侍』の中で三船が演じた菊千代は、百姓の出を隠して侍になりすました、いわばニセモノの侍だった。それは、都会人の前では田舎者であるという過去を隠して、仕事の成功と富を追求するクレステンの姿に重ね合わされている。監督は、タイトルに非常に満足しており、「「ミフネ」という言葉は、とてもいい感触を残す、まるで飴玉を口にふくんでいるような感じがする」と語っている。 

## あらすじ
貧しい田舎者という過去を捨てたクレステンは、都会人を装い、勤め先の会社の社長令嬢と結婚することで成功を手に入れようとする。 しかし父親が亡くなったことから、荒れ果てた農場に戻り、知的障害を抱える兄ルードの面倒をみることを余儀なくされる。兄弟は子供の頃にミフネごっこをして遊んだ。 弟はトシロー・ミフネのサムライを真似をして兄を喜ばせた。ハウスキーパーの求人広告を見てやってきた美しい娼婦、放校処分になった彼女の弟など、クレステンと同様に秘密を抱えた彼らは、ルードとの関係を通して心を開き、解き放たれた精神の自由と幸福の喜びに目覚めていく。

## 登場人物
クレステン
演-アナス・ベアテルセン
本作の主人公。野心家の青年。
ルード
演-イエスバー・アスホルト
クレステンの兄。知的障害を持つ。
リーバ
演-イーベン・ヤイレ
美人の娼婦。
ビアーケ
演-エミル・ターディング
リーバの弟。不良少年。
クレイア
演-ソフィー・グロベル
ガーナー
演-アンダース・ホヴ
- シセ・バベット・クヌッセン

## スタッフ
監督 	ソーレン・クラーク＝ヤコブセン
脚本 	アナス・トーマス・イエンセン、ソーレン・クラーク＝ヤコブセン
原案 	ソーレン・クラーク＝ヤコブセン
製作 	ビアギッテ・ハル、モーテン・カウフマン
撮影 	アンソニー・ダット・マンテル
音楽 	モッテン・ブルウスハンス・メラー
編集 	ヴァルディス・オスカードゥティル
字幕 	細川直子

## 主な受賞歴
第49回ベルリン国際映画祭で銀熊賞を受賞。